# Benjamin Markuš
Benjamin Markuš (* 30. Januar 2001) ist ein slowenischer Fußballspieler.

## Karriere

### Verein
Markuš begann seine Karriere beim NK Olimpija Ljubljana. Zur Saison 2015/16 wechselte er in die Jugend des NK Domžale. Im Juni 2020 stand er erstmals im Profikader. Sein Debüt in der 1. SNL gab er dann im Juli 2020 gegen den NK Aluminij. In der Saison 2019/20 absolvierte er insgesamt drei Partien im slowenischen Oberhaus. Zur Saison 2020/21 wurde er an den Zweitligisten NK Dob verliehen. Für Dob kam er bis zur Winterpause zu zwölf Einsätzen in der 2. SNL.
Im Januar 2021 kehrte er nach Domžale zurück. Dort war er nach seiner Rückkehr gesetzt und kam bis Saisonende zu 15 Erstligaeinsätzen. In der Saison 2021/22 absolvierte er 27 Spiele und erzielte dabei zwei Tore. In der Saison 2022/23 kam der Mittelfeldspieler in 33 Ligapartien zum Zug, die gleiche Anzahl absolvierte er in der Saison 2023/24, wobei er in jener Spielzeit Domžale als Kapitän anführte.
Nach neun Jahren beim Klub wechselte Markuš zur Saison 2024/25 zum österreichischen Bundesligisten TSV Hartberg, bei dem er einen bis 2026 laufenden Vertrag erhielt.

### Nationalmannschaft
Markuš spielte im Juni 2017 erstmals für eine slowenische Jugendnationalauswahl. Im Juli 2019 debütierte er für das U-19-Team, für die er bis Oktober 2020 13 Mal spielte. Im Juni 2021 gab er sein Debüt für die U-21-Mannschaft, für die er bis Juni 2022 zu sechs Einsätzen kam.